# Кайхан, Танжу
Танжу Кайхан (тур. Tanju Kayhan; 22 июля 1989 года, Вена) — австрийский футболист, защитник.

## Клубная карьера
Танжу Кайхан начинал свою карьеру футболиста в венском «Рапиде», первоначально выступая за его резервную команду. 15 ноября 2008 года он дебютировал в австрийской Бундеслиге, выйдя на замену в домашнем поединке против ЛАСК. 2009 и первую половину 2010 года Танжу Кайхан на правах аренды провёл за австрийский «Винер-Нойштадт».
Летом 2011 года футболист подписал контракт с турецким «Бешикташем». 25 сентября того же года Танжу Кайхан дебютировал в турецкой Суперлиге, выйдя на замену в домашней игре с «Антальяспором». Первую половину 2013 года он на правах аренды провёл за «Мерсин Идманюрду», а вторую — за «Эскишехирспор». В январе 2014 года «Бешикташ» отдал его в аренду «Элязыгспору» до конца сезона.
Летом 2014 года Танжу Кайхан перешёл в «Карабюкспор», а спустя год — в австрийский «Штурм». Летом 2016 года он стал игроком турецкого «Гёзтепе», который по итогам следующего сезона вернулся в Суперлигу. 30 августа 2018 года Кайхан подписал двухлетний контракт с другим турецким клубом — «Адана Демирспор».